# Nicolae Mareș
Nicolae Mareș (n. 18 aprilie 1938, în comuna Măgurele - Vălenii de Munte, județul Prahova)  a urmat studii de filosofie, filologie și istoria artei la Universitățile din București și Varșovia. Titlul de doctor în științe umaniste i-a fost acordat de Institutul „George Călinescu” al Academiei Române. Doctor Honoris Causa al Universității ”1 Decembrie” din Alba Iulia.
A debutat în 1966, cu reportaje din Polonia, student fiind la Universitatea din Varșovia, a colaborat la radioul polonez, precum și cu presa culturală din această țară. Tot în perioada respectivă a început să scrie versuri și să traducă din literature polonă, activitate de care nu s-a mai despărțit niciodată. A colaborat și mai colaborează cu mai toate publicațiile literare și culturale românești: România literară, Viața Românească, Contemporanul, Luceafărul, Steaua, Tribuna, Familia, Convorbiri literare, Dacia literară, Vatra, Ramuri, Portal Măiastra, Constelații diamantine, Polonus etc. inclusiv cu unele din străinătate:„Przegląd humanistyczny”, „Współczesność”, „Poezja dzisiaj”, „New-York Magazin”, „Lumină lină”.
Din 1980 a fost primit ca membru al Uniunii Scriitorilor din România.
Cariera diplomatică a îmbrățișat-o în 1966; a trecut, prin concurs, toate gradele diplomatice, de la atașat la ministru plenipotențiar. În anii 1990-1994 am fost director în Ministerul Afacerilor Externe; primul director al Bibliotecii Române  de la Paris; primul șef al Misiunii diplomatice române de la Skopje, prim-colaborator al mai multor șefi de misiune la Varșovia, apreciat fiind încă din tinerețe drept „eminența cenușie” a Ambasadei României, unde a funcționat cca 20 de ani. In septembrie 1999, a ieșit la pensie, la cerere, prilej pentru a se consacra totalmente scrisului și învățământului superior.
Din tinerețe l-a tradus pe Stanisław Jerzy Lec /1970/, a publicat prima monografie despre Polonia /1971/, a tipărit mai multe antologii de poezie poloneză /peste 100 de poeți/, ultima apărută la Editura Academiei Române cu prilejul Centenarului Poloniei. A alcătuit și publicat marele „Dicționar” al înțelepciunii universale /peste 12.000 articole în 2014/; în anii 2000 a tradus și publicat „Cugetările” Sfântului Părinte, Ioan Paul al II-lea; în 2019 ale Mareșalului Józef Piłsudski cât și mongrafia tipărită la 150 de ani de la naștere liderului polonez. Au văzut lumina tiparului volumele  de versuri: Clarobscur în amurg, Raze în apus de soare, Meditații lirice cât și de maxime și aforisme: Gânduri vechi și noi, Maxime militante, Iluminări, etc.
A publicat în presa română și străină peste 2000 de articole, studii și eseuri din domeniile literaturii universale, istorie artei, comparatisticii literare, receptării culturii române în străinătate, precum și din sfera relațiilor diplomatice și economice internaționale, unele incluse în cele trei volume de eseuri publicate de TipoMoldova Iași, în colecția Opera Omnia etc.
Nicolae Mareș este autorul unor lucrări monografice și de referință consacrate Poloniei și relațiilor bilaterale româno-polone, Papei Ioan Paul al II-lea, Mareșalui Józef Piłsudski, artistului S. Wyspiański, receptării Pontifului în România. A semnat în total peste aproape 90 de cărți, apărute într-un tiraj de cca două  milioane de exemplare.  
Pentru lucrarea Sfântul Ioan Paul cel Mare, Papa Francisc i-a decernat, în august 2015, una dintre cele mai importante distincții conferite de Vatican: Pro Ecclesia et Pontifice - Ordin instituit de Leon al XIII-lea în 1888. 
În ultimii 20 de ani a elaborat și publicat o seamă de volume de eseistică, în cea mai mare parte având la bază documente inedite de arhivă, cât și analize insolite ale unor evenimente în desfășurare pe arena internațională, fiind în bordul publicațiilor Economistul, Diplomat Club, Portal Măiastra, Constelații diamantine, etc. Nicolae Mareș a fost tradus în polonă, italiană, rusă, engleză, albaneză și alte limbi.

## Biografie
Nicolae Mareș este fiul lui Dumitru Mareș și al Elisabetei (n. Senea).  Diplomat de carieră (1966-1999); a trecut prin concurs toate treptele diplomatice. A fost Director în Ministerul Afacerilor Externe. A publicat în presa românească și străină peste 2000 de contribuții din domeniul literaturii universale, istoriei artei, comparatisticii literare, istoriei relațiilor româno-polone receptarea culturii române în străinătate, precum și din sfera relațiilor diplomatice și economice, unele cuprinse în volumele de eseuri: Diplomație, Politică, Cultură, Istorie, Spiritualitate. A publicat peste 90 de volume, printre care antologii de poezie poloneză și primitivă. Este membru al Uniunii Scriitorilor din România din 1980 și a fost membru în conducerea Secției de traduceri: 2009-2013.
Urmează Universitatea din București, Facultatea de Filosofie, 1959-1960; Universitatea din Varșovia: 1960-1966. Deține un Masterat în filologie polonă, din aprilie 1966; Teza de masterat: “Tadeusz Hyzdeu, przedstawiciel polskiego Oswiecenia (Tadeu Hașdeu, reprezentant al Iluminismului polonez). Lucrarea a fost publicată în Przeglad Humanistyczny (nr. 6/1971), revistă editată de Academia Poloneză de Științe, cu titlul: Nieznany polski poeta Tadeusz Hyżdeu (1769-1835) - Necunoscutul poet polonez, Tadeu Hașdeu 1769-1835. Din relațiile româno-polone din secolul al XVIII-lea. Este Doctor în Științe Umaniste, titlu obținut la Academia Română – București, cu o lucrarea de doctorat despre Ioan Paul al II-lea.
Volumele de eseistică apărute în ultimii 20 de ani au la bază documente inedite de arhivă; ele au la bază analize insolite ale unor evenimente în desfășurare pe arena internațională. A fost coptat în bordul publicațiilor Economistul, Diplomat Club, Portal Măiastra, Constelații diamantine, Curierul de pretutindeni din Tel Aviv. Nicolae Mareș a fost tradus în polonă, italiană, rusă, engleză, albaneză și alte limbi.
LIMBI STRĂINE:
- Polonă, rusă, franceză – curent;
- Engleză, macedonă, slovacă – pasiv

## Activitate politică și culturală
Activitate în diplomație, presă, învățământ universitar, relații economice multilaterale
Actualmente: scriitor - publicist 
1999 - 1 septembrie – ieșire, la cerere, la pensie;
- Angajat pe funcția de consilier al președintelui, director general AVIVA SA (concern englezesc) până la 1 martie 2008;  
1999 – 2007 – Consilier al Președintelui – director general al Concernului englez, Commercial Union (Aviva) în România; consilier al rectorului Universității Spiru Haret;
1996- 1999 - Ministru-plenipotențiar  la Ambasada României la Varșovia;
1994-1995 - Șeful Misiunii Economice și Consulare a României la Skopje;
Chargé d’Affaires în Macedonia, după ce au fost stabilite relațiile diplomatice româno-macedoniene, stadiu pentru care a militat ;
1993 -  Avansat la gradul de ministru-consilier
1990-1994  -  Director al Direcției Relații cu Românii din Afara Granițelor;
1989 - Consilier în Ministerul Afacerilor Externe;
1987- 1988 -   Director al Centrului Cultural Român de la Paris;
1985-1986  -   Consilier la Ambasada României la Varșovia (prim colaborator al șefului misiunii)
1981-1984  -   Prim secretar la Direcția I-a Relații;
1975-1981  -   Al doilea secretar cu probleme de cultură și presă la Ambasada României la Varșovia ;
1972-1974  -   Al treilea secretar la Direcția I-a Relații din MAE;
1967-1971  -   Atașat cultural la Ambasada României la Varșovia;        
1966- 1967 -   Referent Relații la Direcția Culturală din Ministerul Afacerilor Externe.        
Experiență publicistică și editorială
1963-2018 - A publicat în presa românească și străină cca 500 de contribuții din domeniul literaturii universale, istoriei artei, culturii și spiritualității, comparatisticii literare, istoriei relațiilor româno-polone, receptarea culturii române în străinătate, precum și din sfera relațiilor diplomatice și economice. Principalele publicații cu care a colaborat de-a lungul anilor și în care au apărut contribuțiile menționate:  Steaua, România Literară, Luceafărul, Cronica, Tribuna,  Orizont, Ateneu, Argeș, Convorbiri literare, Flacăra, Vatra, Familia, Evenimentul, Romanian Review, Curentul; Viața  Românească,  Ecart, Economistul, Diplomat  Club, Tomis,  Polonus, Portal-Măiastra  și altele.